# Triumph Motorcycles Ltd
|  | Aquest article tracta sobre la Triumph actual de Hinckley. Si cerqueu informació sobre la històrica Triumph de Meriden, vegeu «Triumph Engineering». Per a altres significats, vegeu «Triumph». |

Triumph Motorcycles Ltd és l'empresa fabricant de motocicletes més gran del Regne Unit. Fou fundada per John Bloor el 1983, després que l'empresa original, Triumph Engineering, hagués passat a administració judicial. La nova companyia, inicialment anomenada Bonneville Coventry Ltd, va continuar la línia de producció de motocicletes que havia iniciat Triumph el 1902. L'empresa té importants centres de producció a Tailàndia.
Durant els dotze mesos anteriors al juny de 2017, Triumph va vendre 63.400 motocicletes.

## Història

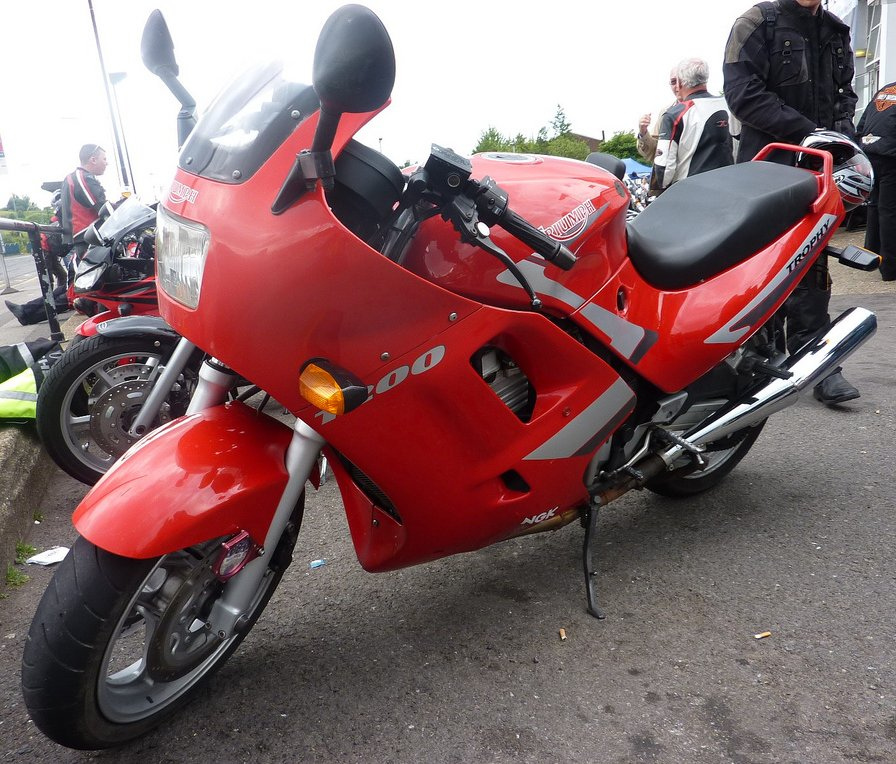
Triumph 1200 cc Trophy de 1991

Quan Triumph Engineering va entrar en administració judicial el 1983, John Bloor en va comprar el nom i els drets de fabricació al receptor oficial. La planta de producció de la nova empresa estava obsoleta i no podia competir amb la tecnologia dels fabricants japonesos, de manera que Bloor va decidir no rellançar Triumph immediatament. Inicialment, Les Harris (de Racing Spares, a Newton Abbot, Devon) va continuar la producció de l'antiga Bonneville per a omplir el buit entre el final de l'antiga companyia i l'inici de la nova. Durant cinc anys a partir del 1983, es van fabricar unes 14 unitats setmanals de Harris Bonneville a màxima capacitat de producció. Als Estats Units, a causa de problemes amb l'assegurança de responsabilitat civil, aquestes motos mai no s'hi van exportar.
Bloor va començar a muntar la nova Triumph i va contractar uns quants antics dissenyadors del grup original per a treballar en nous models. L'equip va visitar el Japó en un recorregut per les instal·lacions dels seus competidors i va decidir d'adoptar tècniques de fabricació japoneses, especialment pel que fa a maquinària controlada per ordinador de nova generació. El 1985, Triumph va comprar un primer equip per a començar a treballar, en secret, en els seus nous models de prototipus. El 1987, la companyia havia completat el seu primer motor. El 1988, Bloor va finançar la construcció d'una nova fàbrica en un solar de 40.000 m2 a Hinckley (Leicestershire). Les primeres Triumph de Hinckley es van produir per al 1991. Entre la compra de la marca i la cobertura de despeses del 2000, Bloor va aportar entre 70 i 100 milions de lliures esterlines a l'empresa.
Al mateix temps que augmentava la capacitat de producció, Bloor va establir una nova xarxa de distribuïdors d'exportació. Anteriorment havia creat dues filials, Triumph Deutschland GmbH i Triumph France SA. El 1994, Bloor va crear Triumph Motorcycles America Ltd.
El 15 de març del 2002 a les 9 del vespre, quan la companyia es preparava per a celebrar el seu centenari com a fabricant de motocicletes, la meitat de la fàbrica principal, amb la zona de muntatge i els magatzems inclosos, va ser destruïda per un incendi que va començar a la part posterior de les instal·lacions. Al pic de l'incendi, més de 100 bombers amb 30 vehicles s'hi estaven enfrontant. Malgrat tot, l'empresa, que aleshores ocupava més de 650 persones, va reconstruir ràpidament les instal·lacions i va tornar a entrar en producció el setembre d'aquell mateix any. Mentrestant, al maig, Triumph va iniciar la construcció d'una nova fàbrica de muntatge a Chonburi, Tailàndia, per a fabricar-hi diversos components.
El 2006, el Príncep Andreu de York inaugurà una segona fàbrica on s'hi establiren una instal·lació de pintura humida i una línia de muntatge. El 2007 es va obrir una tercera fàbrica per a encabir-hi una fosa i mecanitzat d'alta pressió, i Triumph va anunciar que s'estava expandint per a augmentar la seva capacitat de producció a més de 130.000 motocicletes. Triumph Motorcycles (Thailand) Limited és una empresa propietat 100% de la casa mare al Regne Unit i dona feina actualment a prop de 1.000 treballadors.

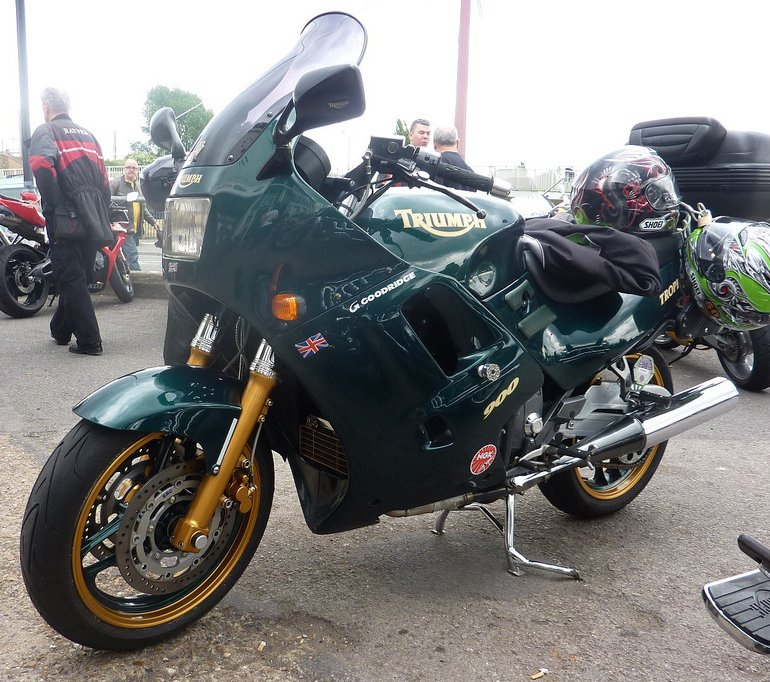
Triumph Trophy de mitjan anys 90 amb el motor triple de 900 cc. La petita "Union Jack" era aleshores estàndard a totes les Triumph tret de la Thunderbird.

El juny del 2009, el Baró de Birmingham Digby Jones, antic Ministre britànic de Comerç, va esdevenir president de la companyia i es va anunciar el model de turisme bicilíndric Thunderbird de 1.600 cc.
A començaments del 2011, Nick Bloor, fill de John, va entrar procedent de Tue Mantoni com a executiu en cap de Triumph Motorcycles i el 2017, l'empresa va obrir un nou centre de visitants de 4 milions de lliures esterlines, juntament amb una exposició de motocicletes Triumph, objectes històrics i una gira per la fàbrica. El febrer del 2020 es va anunciar que Triumph traslladaria la resta de la producció de motocicletes a gran escala, incloses les línies de producció dels models Tiger 1200 i Speed Triple, a les seves fàbriques de Tailàndia, deixant només l'especialitzada Triumph Factory Customs i la construcció de prototipus restants al Regne Unit. Tot i que el departament d'R+D continua al Regne Unit (i s'hi han contractat 20 efectius addicionals), es van anunciar acomiadaments en quantitats substancials entre el personal de producció.

## Rendibilitat
El 2017, els ingressos de Triumph van augmentar un 22% fins atènyer el 498,5 milions de lliures esterlines i això va deixar els beneficis abans d'impostos en 24,7 milions de lliures (contra 16,6 milions de lliures l'any anterior). Tot i que més del 85% de les motocicletes es venen actualment als mercats d'ultramar, les 9.400 motocicletes venudes al Regne Unit el 2017 representaren un rècord per a la companyia.
Bloor va invertir més de 80 milions de lliures esterlines en Triumph Motorcycles abans del punt d'equilibri comptable assolit el 2000. Durant la recessió del 2008, Bloor Holdings, la corporació que controla Triumph, va incomplir els seus pactes bancaris però va poder tornar a negociar els seus préstecs amb els prestadors.

## Gamma de models
Al Saló de la Moto de Colònia de setembre de 1990 es va llançar una gamma de motocicletes de tres cilindres de 750 i 900 cc i de quatre cilindres de 1.000 i 1.200 cc. Aquestes motocicletes utilitzaven noms de models famosos dels temps de glòria de la Triumph de Meriden i es van comercialitzar per primera vegada entre el març (començant per la Trophy 1200) i el setembre de 1991. Totes incorporaven un disseny modular de motor DOHC amb refrigeració líquida en un xassís vertebral d'acer de gran diàmetre. El disseny modular havia de garantir que es pogués oferir una àmplia gamma de models mantenint sota control els costos de producció, una idea que va presentar originalment a començaments de la dècada del 1970 Bert Hopwood (al seu cas, però, amb refrigeració clàssica, per aire), però que l'empresa d'aleshores, BSA-Triumph, va acabar desestimant.

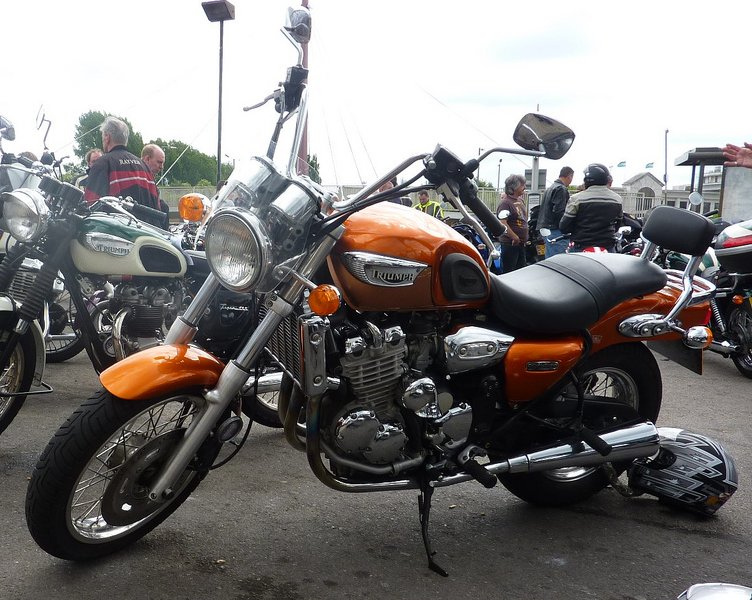
Triumph 900 cc Adventurer, primera variació de la popular Triumph Thunderbird 900 triple

Els primers models, coneguts genèricament com a T300, tenien un diàmetre de pistó comú (76 mm) en un cilindre de revestiment humit. Les variacions bàsiques del motor s'aconseguien mitjançant l'ús de dues especificacions de carrera del pistó: 65 mm per a crear una cilindrada individual de 300 cc i 55 mm per a crear-ne una de 250 cc. Finalment, es van llançar dos models de 750 cc i les Daytona i Trident 750 "triples" (3 cilindres de 250 cc); un model de 1.000 cc, anomenat Daytona 1000 "four" (4 x 250 cc); dos models de 900 cc anomenats Trophy 900 i Trident 900, tots dos triples (3 x 300 cc). La Trophy 1200 four era el model més gran (4 x 300 cc). Els models de tres cilindres estaven equipats amb un eix d'equilibri contra-rotatiu muntat a la part anterior del motor. Els models de quatre cilindres es beneficiaven de dos eixos d'equilibri, únics en aquell moment, muntats sota el cigonyal. Les proves que se'n van fer per carretera en van destacar la solidesa i la suavitat del rendiment com a punts positius i el pes com a negatiu. Tractant-se com es tractava de motos noves de trinca produïdes per una empresa totalment nova, hi havia pocs problemes inicials: l'interruptor de pressió d'oli insegur i un problema més durador amb el motor d'arrencada (o l'embragatge d'arrossegament). L'acabat estètic de les primeres motos era senzill i poc robust.
Algunes revisions als càrters dels models de tres cilindres el 1993, juntament amb un canvi a la fosa a alta pressió, van reduir considerablement el pes del motor. Totes les operacions de pintura i revestiment es van introduir a la pròpia empresa el 1993, ja que la fàbrica de Hinckley es va beneficiar d'una inversió addicional després de l'èxit inicial de la gamma. El resultat va ser millorar la qualitat i la durabilitat de l'acabat, sumat a la integritat tècnica bàsica del motor i del xassís, fets per a una motocicleta que es volia robusta i duradora.
La gamma es va revisar en gran manera el 1997 amb el llançament de la gamma T500, seguida d'una esportiva lleugera de 600 cc de quatre cilindres, la TT600. La 600, una important aposta de la firma, va rebre inicialment una pobra acollida a la premsa: "desagradable a baixes revolucions a causa d'una letàrgica i imprevisible resposta de l'accelerador, amb un estil anònim". A mesura que van anar creixent les vendes, els quatre models superiors es van eliminar de la gamma i els bicilíndrics i triples paral·lels es van convertir en el nucli estratègic de màrqueting i desenvolupament de Triumph. L'empresa va decidir també explotar la demanda de motocicletes "retro" amb enginyeria moderna. La Triumph Thunderbird 900 aprofitava les indicacions d'estil del llegendari dissenyador d'antigues Triumph Edward Turner alhora que conservava el triple motor modern. Les versions de 790 i 865 cc de les Triumph Bonneville i Thruxton tenen un aspecte i un so originals, però internament disposen de vàlvules modernes i eixos de contrapès.
Per a la seva gamma contemporània, el triple és la marca comercial de la Triumph de Hinckley, ja que ocupa un nínxol comercial entre les bicilíndriques europees i americanes i les japoneses de quatre cilindres. La triple Rocket III de 2.294 cc es va llançar el 2004. Les primeres 300 unitats es van vendre abans i tot de ser produïdes i hi havia una llarga llista d'espera per a les Rocket fins al 2005.
El 21 de juliol de 2008, Triumph va celebrar una Conferència Global de Distribuïdors on es van llançar nous models per al 2009, entre ells l'anunci oficial de la Thunderbird bicilíndrica en paral·lel.
La moto més venuda de Triumph és la Street Triple de 675 cc. El 2010 es van llançar les motocicletes dual-sport Triumph Tiger 800 i Tiger 800 XC, les quals fan servir un motor de 800 cc derivat del de la Street Triple i estan pensades per a competir directament amb la BMW F800GS, líder del sector. El 2012, a la Tiger 800 se li va unir la Tiger Explorer, amb eix de transmissió.

Alguns models Triumph
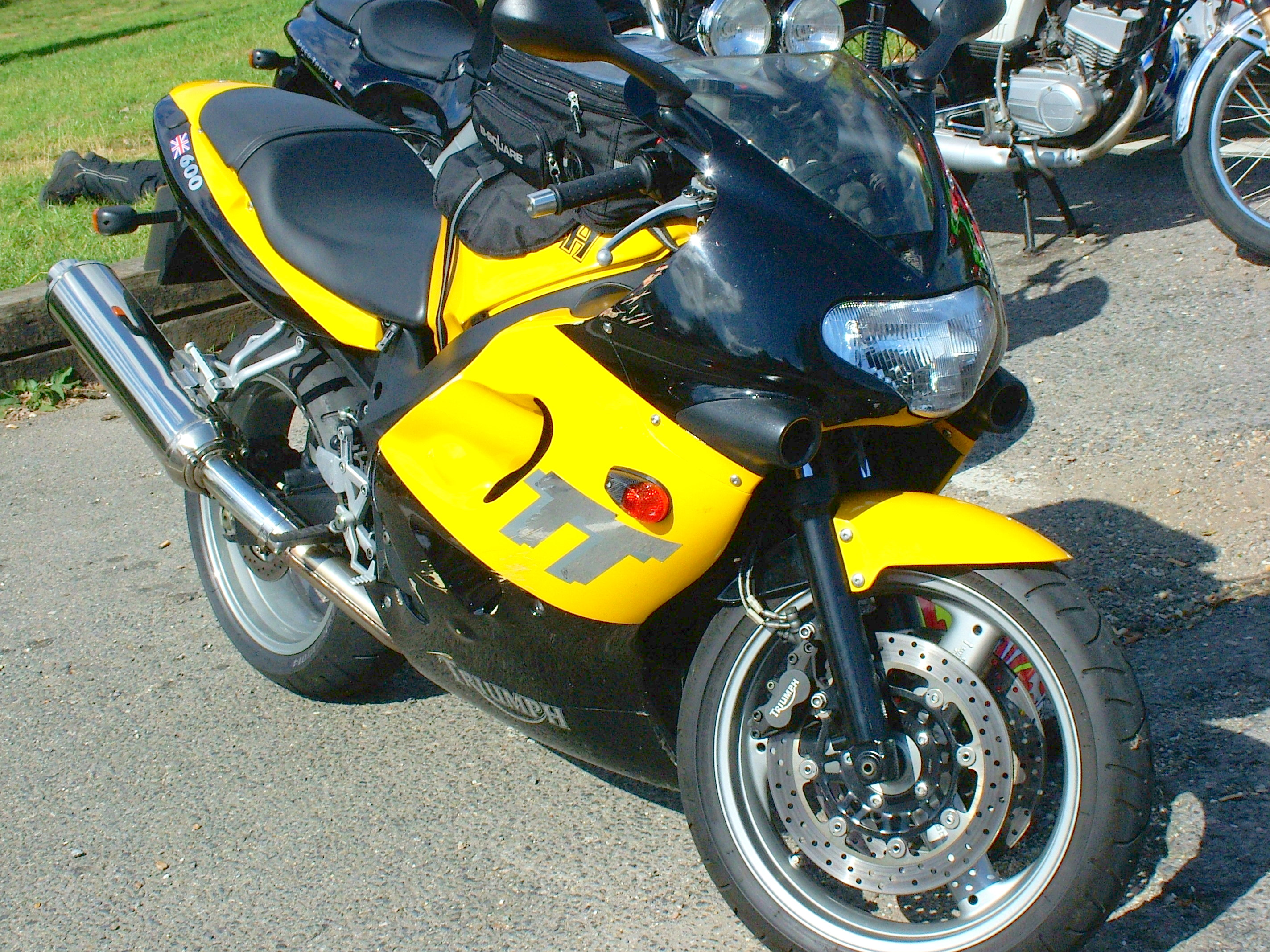
Triumph TT600 (ca. 2003)
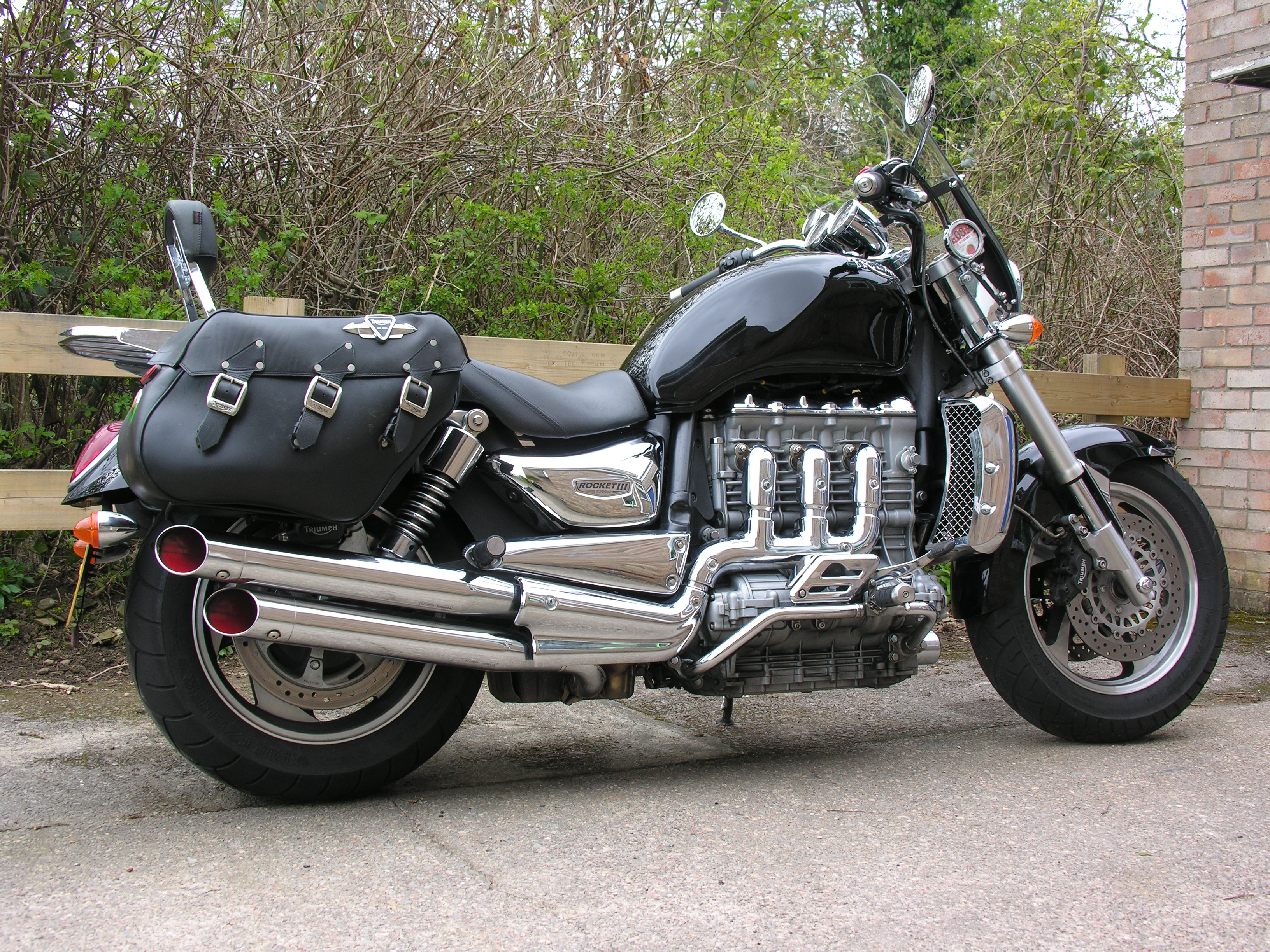
Triumph Rocket III (ca. 2008), la motocicleta de producció de major cilindrada del món
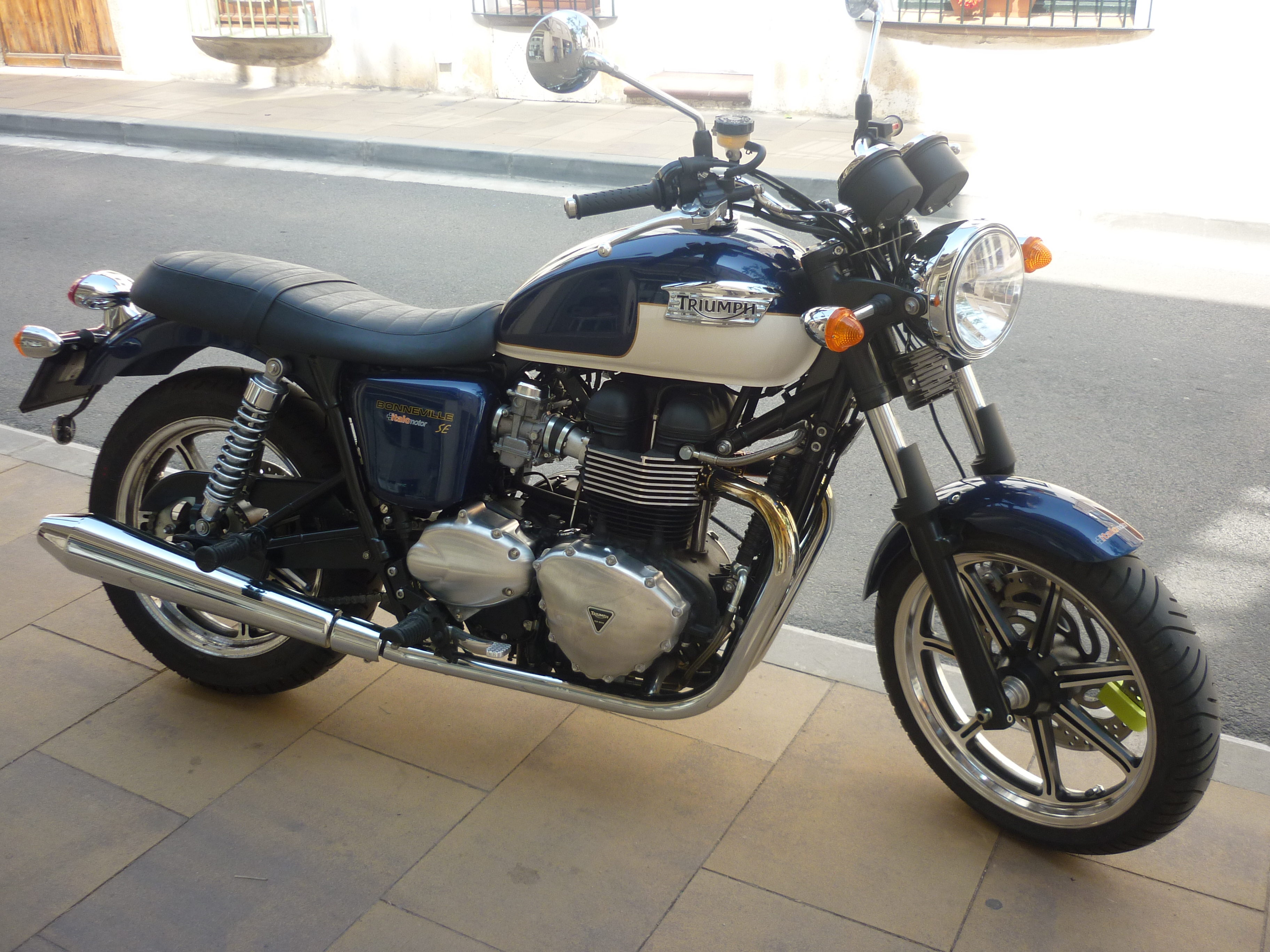
Triumph Bonneville SE (2009)
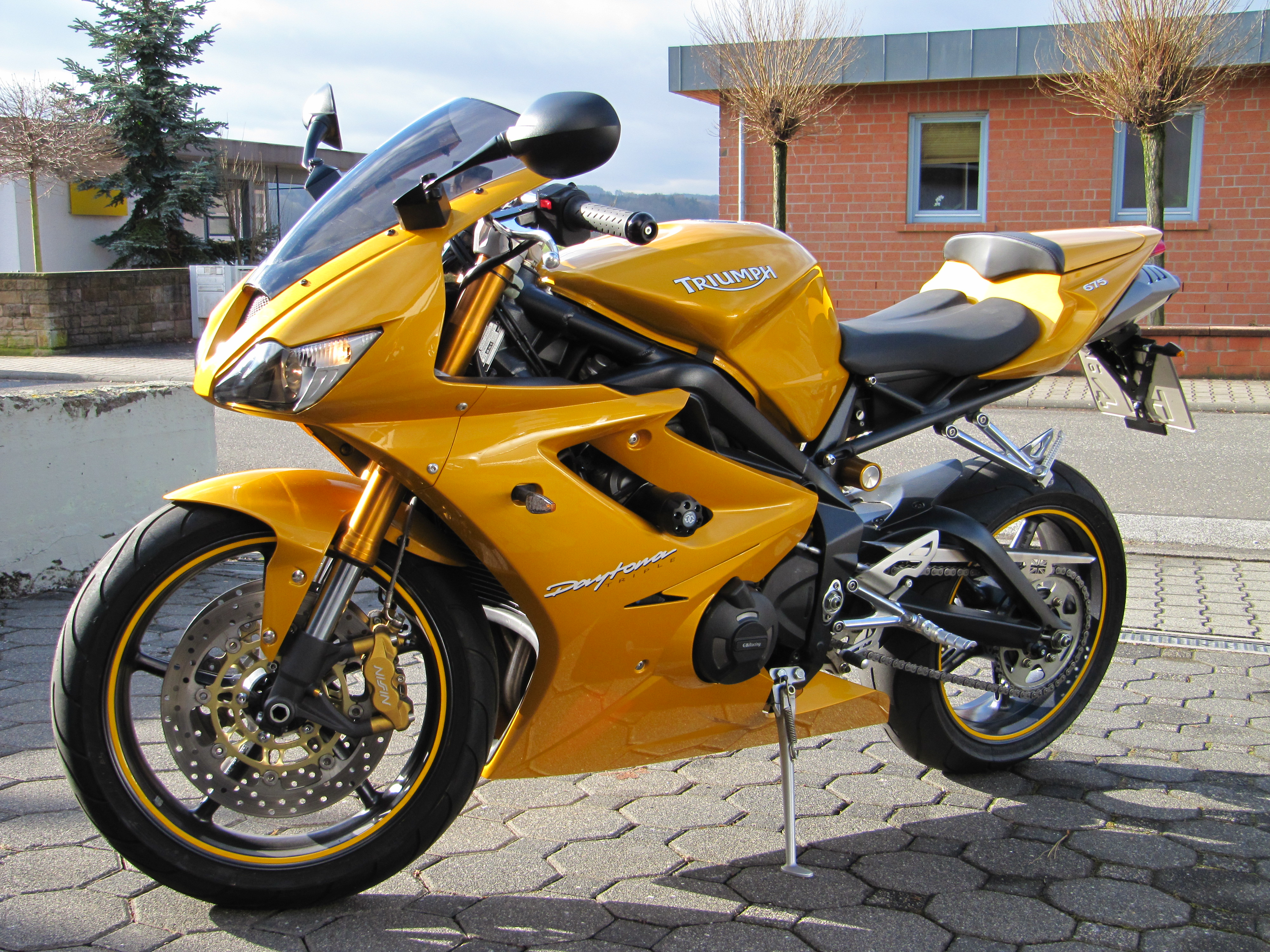
Triumph Daytona 675 (2011)
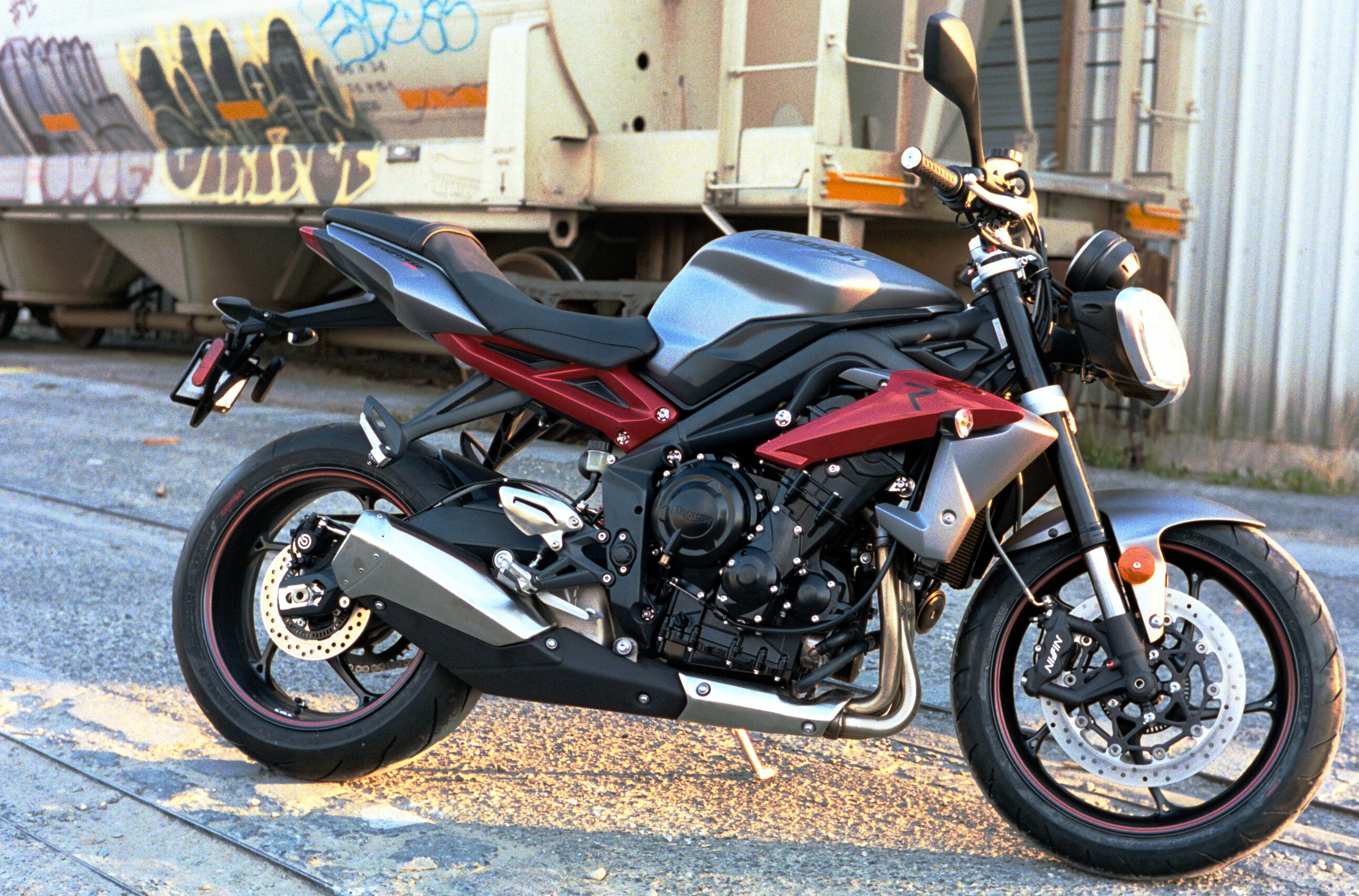
Triumph Street Triple R (2014)
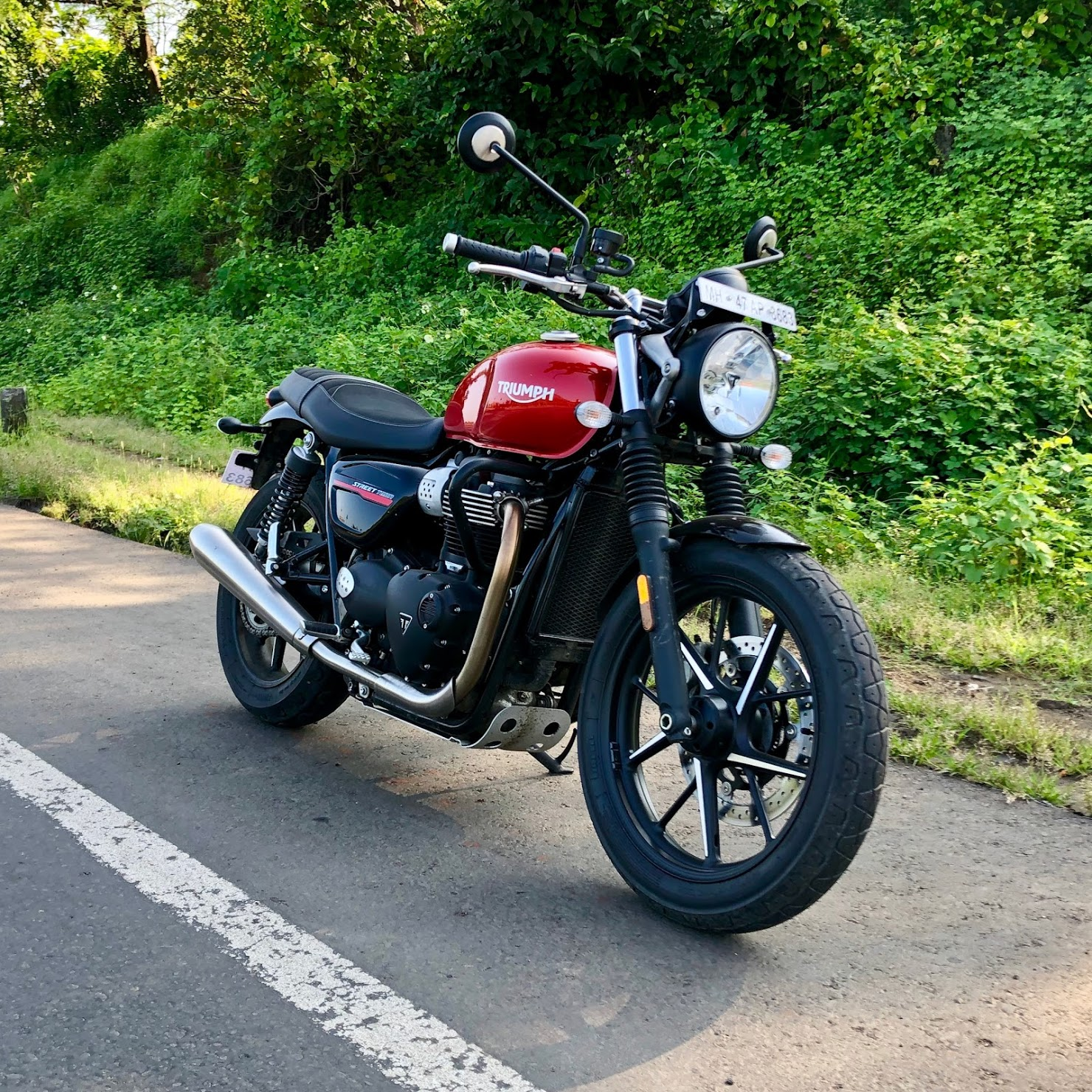
Triumph Street Twin (2019)

### Motocicletes Triumph Factory Custom
Al desembre del 2018, Triumph va informar que l'empresa estava desenvolupant una nova gamma de motocicletes d'edició limitada d'altes prestacions anomenada Triumph Factory Custom (TFC). El primer model en va ser la Thruxton TFC, amb una producció limitada a 750 unitats. El maig de 2019, el segon model d'aquesta gamma. la Rocket 3 TFC, es va presentar en una fira d'exposicions a Shoreditch, Londres. El novembre de 2019, Triumph va anunciar un tercer model TFC, la Bobber TFC, a l'EICMA de Milà.

## Màrqueting i gestió de marca

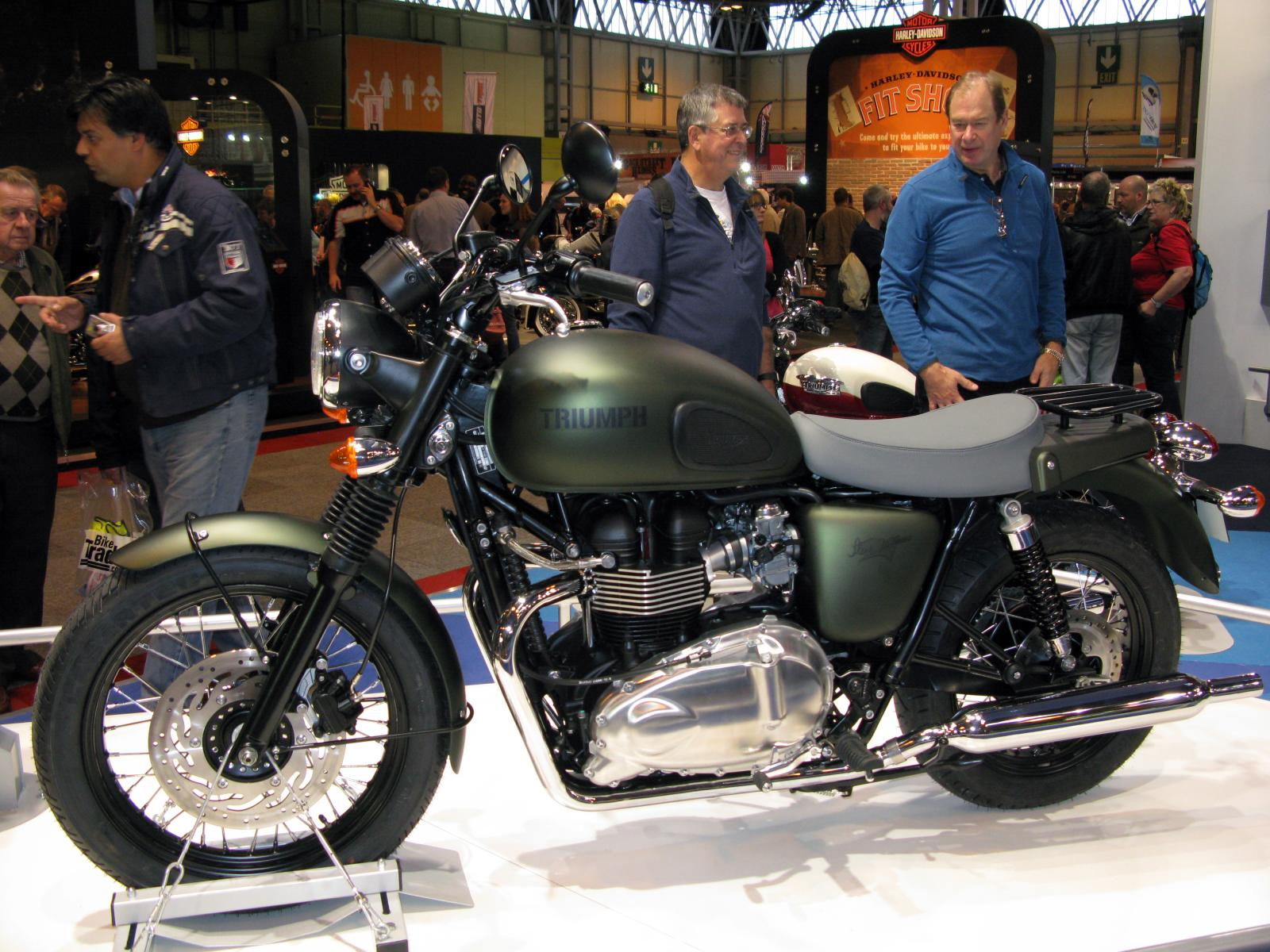
Triumph Bonneville T100 Special Edition Steve McQueen de 2012, rèplica de la TR6 Trophy 650 que conduïa McQueen a La gran evasió

El 1995, Triumph va començar a vendre la gamma de productes de roba i accessoris "Triple Connection", dissenyats directament per l'empresa. Al segle XXI, Triumph va comercialitzar línies de roba amb avals o aprovacions de famosos associats a la marca en el passat, entre ells Bob Dylan i els difunts Marlon Brando, Elvis Presley, James Dean i Steve McQueen. El nom i la semblança de McQueen van ser especialment utilitzats, com ara per exemple en anomenar 'Steve McQueen edition' una versió especial de la Bonneville.

## Competició
A partir de la temporada del 2019 i per a un període de tres anys, Triumph esdevingué proveïdor de motors del mundial de velocitat de Moto2. Tots els equips de Moto2 van passar, doncs, dels anteriors motors d'Honda CBR600 a un de tres cilindres de 765 cc subministrat per Triumph, desenvolupat originalment a partir del de la Street Triple RS però amb una preparació per a competició que aconsegueix una potència màxima de 138 CV o més. Els motors estan preparats per ExternPro, una empresa independent amb seu a Alcanyís, Espanya.